# Aquarel·la

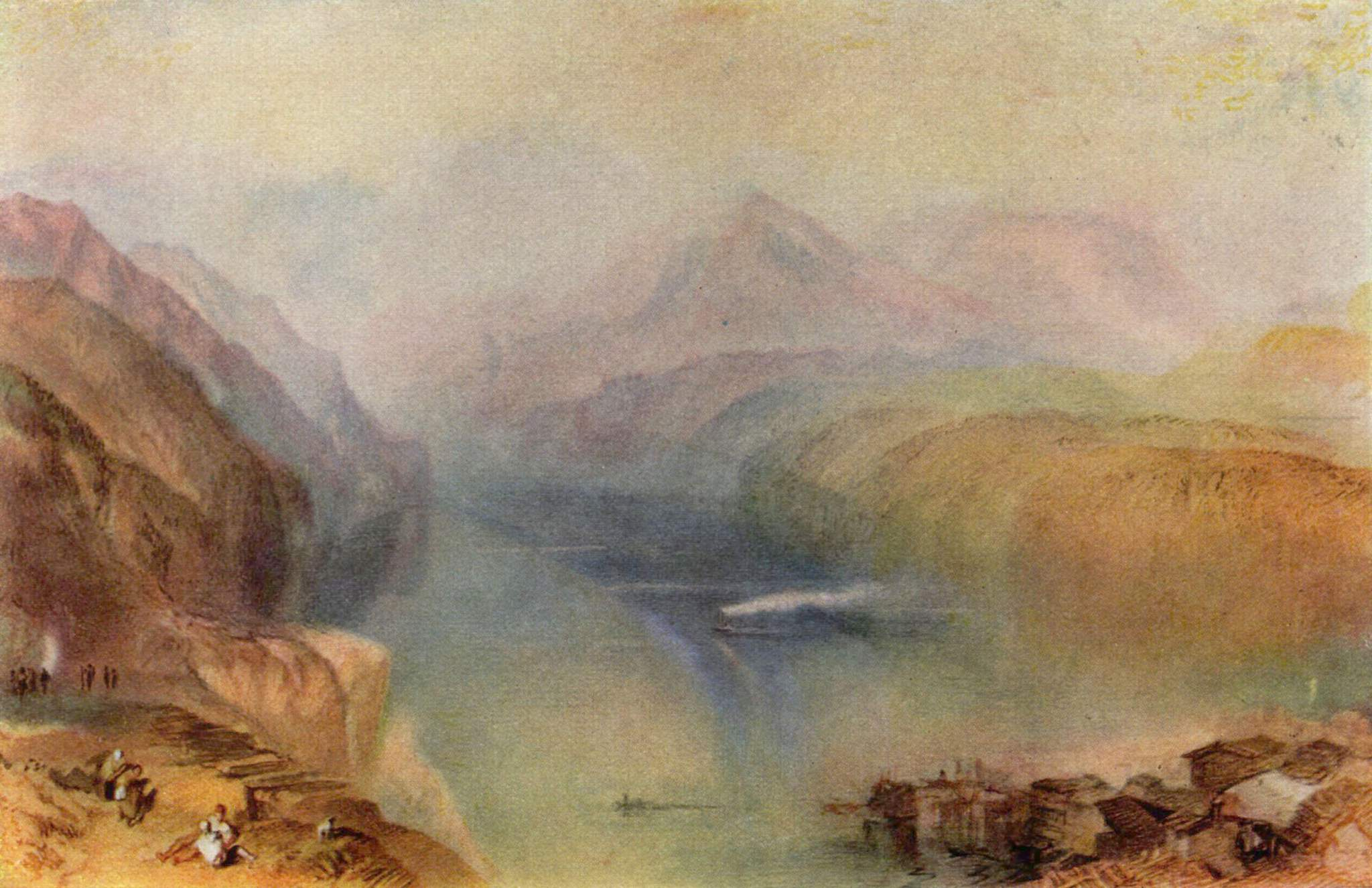
Aquarel·la de William Turner

L'aquarel·la és una tècnica de pintura sobre paper o cartolina amb colors diluïts en aigua i aplicats amb un pinzell. La paraula tant fa referència a la tècnica com a l'obra resultat de la seva aplicació.
El producte utilitzat per a pintar es compon de pigments aglutinats amb goma aràbiga o mel. L'aquarel·la s'utilitza pintant per capes transparents, per tal d'aconseguir la màxima brillantor i soltesa en la composició que es realitza.
Els colors utilitzats són més o menys transparents segons la quantitat d'aigua amb la que es barreja i del seu contingut de blanc de plom. Sovint deixen veure el fons del paper, que sol ser blanc i que té el rol de ser un color més de la composició. De fet, per extensió s'anomena aquarel·la a l'obra pintada amb colors transparents. En aquest cas la llum reflecteix contra el paper i dota l'obra d'una lluminositat característica de l'aquarel·la.
El paper sobre el que s'aplica l'aquarel·la té un gramatge alt (no menys de 200 gr/m2) i té una textura més o menys rugosa segons el model, que forma part de la composició. Tot i ser emprada habitualment en format petit (13,5x21 cm i 24x31cm són formats populars), al mercat es troben mides grans de paper. L'aquarel·la més gran pintada sobre paper és, fins ara (2020), la realitzada per la pintora nord-americana Barbara Prey, encarregada pel MASS MoCA (Massachusetts Museum of Contemporary Art) per commemorar la inauguració el 2017 de la seva nova ala expositiva. L'obra mesura 4.88 metres d'ample per 2.74 metres d'alt.

## Història

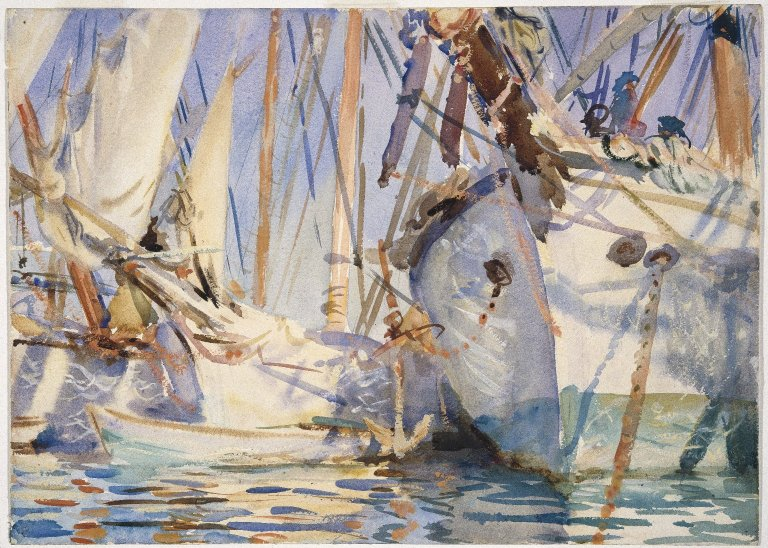
John Singer Sargent, White Ships (Vaixells blancs). Museu de Brooklyn

Es tracta d'una tècnica molt antiga, que a la Xina va començar amb l'ús del paper, poc després de l'any 100 aC, i que als Països Catalans va ser introduïda pels àrabs cap al segle xii.
Així doncs, a Europa és més nova que la pintura al fresc. La primera aquarel·la europea coneguda és del renaixentista Raffaello Sanzio. El pintor alemany Albrecht Dürer va ser un destacat practicant de la tècnica de l'aquarel·la, però el seu mestratge no va tenir continuïtat i aquesta tècnica va ser eclipsada per la pintura a l'oli. Posteriorment, del segle xvi al xviii, alguns pintors cèlebres la van usar com a tècnica preparatòries de les seves composicions a l'oli, com per exemple van Dyck, Thomas Gainsborough i John Constable.
Joseph Mallord William Turner va ser un aquarel·lista precursor de tècniques modernes d'aquarel·la que posteriorment van desenvolupar els avantguardistes. Va ser una tècnica molt apreciada pels impressionistes per la seva lluminositat i espontaneïtat. Al segle xx va ser usada per als estudis de les famoses pintures de ballarines de Rodin, i posteriorment per nombrosos artistes, com Vassili Kandinski, Egon Schiele, Emil Nolde, August Macke o Paul Klee; i especialment a partir dels anys 60, quan l'aquarel·la i especialment la tècnica «molla» de Turner es van posar molt de moda, com ho prova per exemple l'obra de Raoul Dufy, Jean Bazaine, Maurice Estève, Zao Wou-Ki o Pierre Risch. No només a nivell professional, sinó que esdevé a Europa una de les primeres formes d'expressió que s'ensenya als nens petits a les guarderies i escoles.
A Catalunya, tot i que relativament poc conegut, el pintor reusenc Ceferí Olivé va arribar a una gran perfecció tècnica amb les seves obres dins del món de l'aquarel·la.
Com a Catalunya, a Canàries, és significativa la pràctica d'aquesta tècnica pictòrica que té i ha tingut un gran arrelament i desenvolupament, destacant entre altres artistes; Francisco Bonnín Guerín, José Comas Quesada o Alberto Manrique.

## Composició i tècniques

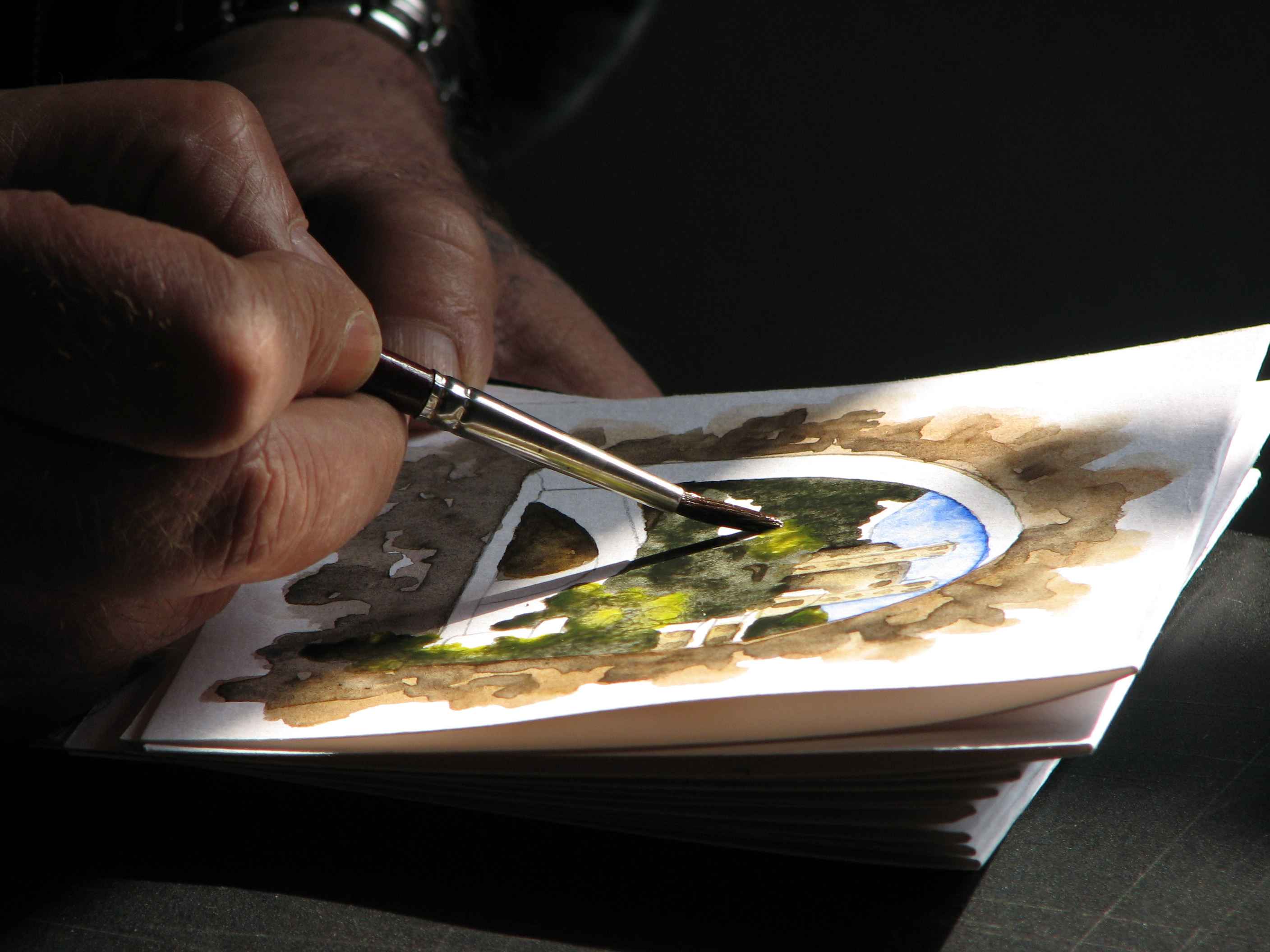
Un artista treballant amb aquarel·les utilitza un pinzell rodó.

L'aquarel·la, tècnica de pintura transparent, utilitza pigments fins o tintes, barrejades amb goma aràbiga per donar-li cos i glicerina o mel per donar-li viscositat i unir el colorant a la superfície de pintar. Tota aquarel·la empal·lideix si s'exposa al sol, els colors romanen en funció de la qualitat tenen els pigments. És possible trobar els colors en tubs o pastilles.
La tècnica de l'aquarel·la es basa en la superposició de capes transparents, utilitzant la blancor del paper per obtenir efectes de llum. A mesura que es superposen més rentats el color es fa més profund. El color de l'aquarel·la es pot modificar afegint o traient aigua, utilitzant pinzells, esponges o fins i tot draps.
La tècnica de la rentada permet crear degradats o rentats uniformes, fins i tot superposició de colors. Amb la tècnica humit sobre humit es pinta amb l'aquarel·la sobre el suport prèviament humitejat, obtenint un efecte diferent. També es poden realitzar rentats del pigment un cop sec, depenent del paper, del pigment i de la temperatura de l'aigua. La neteja amb esponja o un altre element absorbent i el raspat, són alguns exemples de les diverses possibilitats que ofereix l'aquarel·la.
Els colors utilitzats només es poden fer servir si són transparents (segons la quantitat d'aigua en la barreja) i de vegades deixen veure el fons del paper (blanc), que actua com un altre to.

## Tipus d'aquarel·les
No obstant obtenir resultats molt similars, hi ha maneres molt diferents d'arribar fins a ells, ja que hi ha diferents tipus d'aquarel·les. A continuació, en trobem uns quants:
En pastilla: De les més conegudes. Formades per "cubs" de pigment sec premsat. El seu ús està condicionat per la mida de la pastilla, ja que no es poden fer servir pizells gaire gruixuts.
En tub: Aquestes estan fent-se molt populars per la seva gran varietat de colors i formats. Són molt fàcils d'usar per la seva enorme plasticitat que, per exemple, permet crear nous colors sense embrutar els originals (a diferència del que succeeix amb les pastilles). Aquest tipus d'aquarel·la triga una mica menys en assecar-se que altres tipus.
Líquida: Les més fluides i brillants gràcies als dissolvents amb els quals es barregen els pigments. És necessari tractar aquesta modalitat amb una superfície molt humida, la qual cosa a vegades complica la seva pràctica.
Llapis aquarel·lable: Molt senzills d'utilitzar; són com llapis de grafit però en posar-se en contacte amb aigua creen una sensació visual aquosa.
En barra: Aquestes tenen la peculiaritat que es poden fer servir tant en sec com en humit. La seva tècnica d'ús és molt similar a la de la tècnica pastel. Igual que els llapis aquarel·lables, se'ls pot aplicar un pinzell amb aigua i obtenir resultats dissolts com en altres tipus d'aquarel·la.
Retoladors d'aquarel·la: Molt similars als llapis. Un mateix rotulador sol tenir dos diferents gruixos o tipus de punta. Permeten ser barrejats amb altres tipus d'aquarel·les.